# Ахтар Расул
Ахтар Расул (13 січня 1954) — пакистанський хокеїст на траві.
Срібний призер Олімпійських Ігор 1972 року, бронзовий призер 1976 року.
Переможець Азійських ігор 1974, 1978 років.
Чемпіон світу 1971, 1978, 1982 років, срібний призер 1975 року.